# Liste von Bunkeranlagen in Bayern

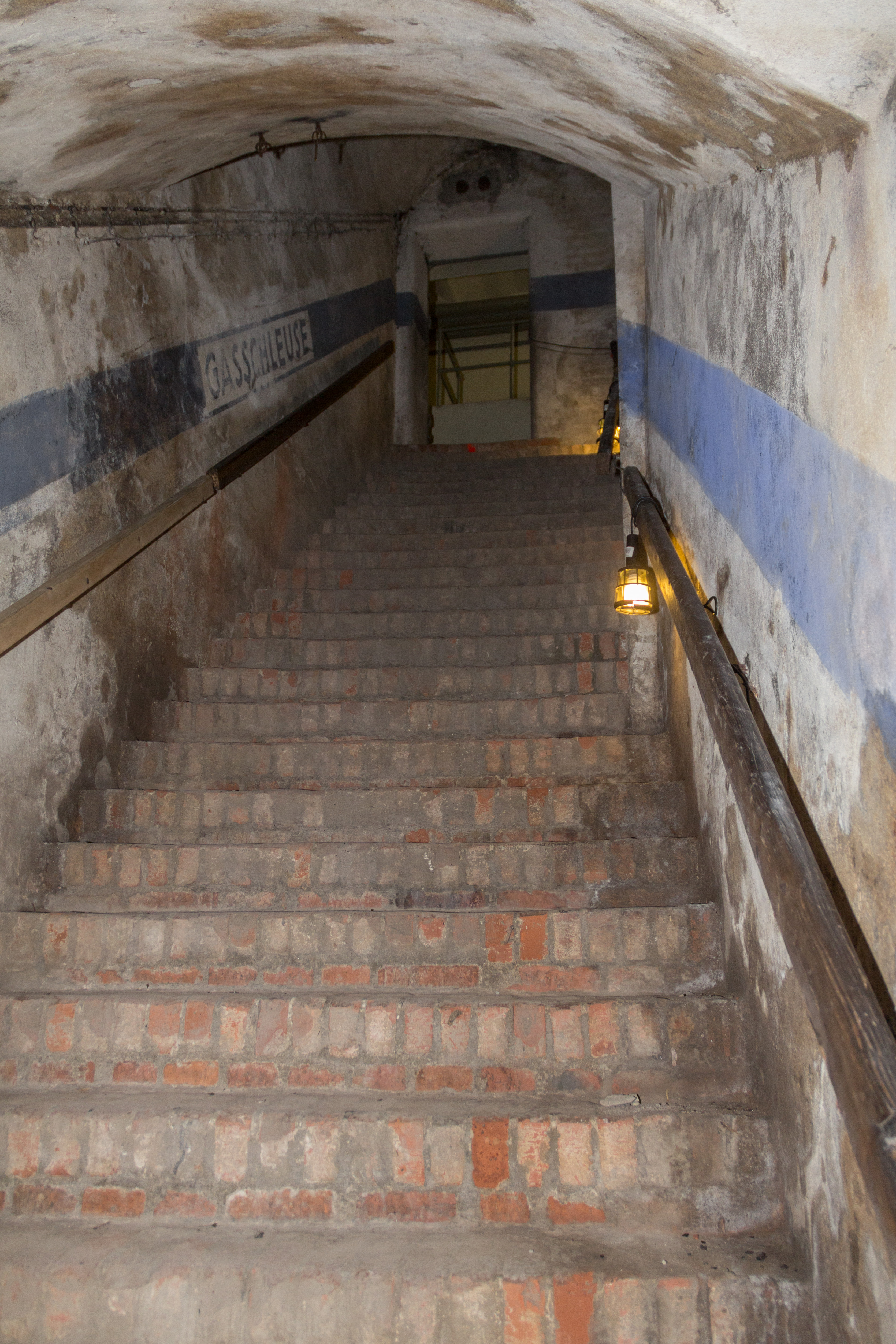
Aufgang in einem Bunker in Nürnberg

Die Liste von Bunkeranlagen in Bayern umfasst in erster Linie militärische Bunker auf dem Gebiet von Bayern. Sie stammen insbesondere aus der Zeit des Zweiten Weltkriegs und des Kalten Kriegs.

## Liste

### Landkreis Aschaffenburg
- Forschungsbunker der Luftwaffe, Großostheim/Ringheim, 1944 Geheimforschungen an Röntgenstrahlenwaffen, heute Dokumentationsstätte[1]

### Augsburg
- Liste von Luftschutzbunkern in Augsburg

### Bad Tölz-Wolfratshausen
- Ausweichsitz der bayerischen Staatsregierung, Geretsried

### Bayreuth
- Bunker Bayreuth Unteres Tor, Bunker in der Tiefgarage Unteres Tor, Bayreuth

### Landkreis Freising
- Bunker Fridolin, ehemaliger Bunker der Radarführungsabteilung 24 bei Freising, Einrichtung war von 1965 bis 2004 in Betrieb

### Fürth
- Bunker Fürth Ronwald, Hochbunker in Fürth, Ronwaldstraße
- Bunker Fürth Kronacher, Hochbunker in Fürth, Kronacherstraße
- Bunker Fürth Friedrich Ebert, Hochbunker in Fürth, Schwandweg
- Bunker Fürth City-Center, Bunker in der Tiefgarage des Flair (früher City-Center Fürth)
- Bunker Fürth Stadthalle, Bunker in der Tiefgarage der Stadthalle Fürth

### Landkreis Günzburg
- Bunker bei Krumbach/Schwaben, im Wald unter Fußballplatz, Krumbach (Schwaben)

### Landkreis Kitzingen
- Munitionsbunker, Kitzingen
- Bunkeranlage WK2 in Kitzingen, Klosterforst, ca. 450 m vom Flugplatz (Lage)

### Landkreis Main-Spessart
- Grundnetzschalt- und Vermittlungsstelle der Bundeswehr in Lengfurt, Lengfurt[2]

### München
- Liste der Hochbunker in München
- BASA-Bunker München ehem. Fernmeldebunker der Reichsbahn.

### Landkreis München
- Führerhauptquartier Siegfried auf dem Gelände der BND-Liegenschaft in Pullach. Flakturm[3] der Anlage von der Heilmannstraße aus sichtbar.
- Luftschutzbunker neben der Bormann Villa / Präsidentenvilla / Ehemaliges Stabsleiterhaus auf dem Gelände der BND-Liegenschaft in Pullach.
- Luftschutzbunker unter dem Klubhaus/Kindergarten auf dem Gelände der BND-Liegenschaft in Pullach.
- Luftwaffenbunker (Tiefbunker) in Grünwald, der sich im Privatbesitz befindet und als Filmlocation fungiert.[4]

### Nürnberg
- Bunker Nürnberg Färberplatz[5]
- Bunker Nürnberg Grübelstraße, Grübelbunker[5]
- Bunker Nürnberg Frauentorzwinger[5]
- Bunker Nürnberg Hauptbahnhof[5]
- Bunker Nürnberg Hirsvogelstraße[5]
- Bunker Nürnberg Krebsgasse[5]
- Bunker Nürnberg Wodanstraße[5]
- Hochbunker Nürnberg Penzstraße, ehem. Luftschutzbunker des Städt. Krankenhauses Nürnberg, im Dritten Reich[5]
- BASA-Bunker Nürnberg Sandstraße 38–40, ehem. Fernmeldebunker der Reichsbahn unter dem DB-Museum.

### Passau
- Insgesamt 12 Bunker der Ritter von Scheuring-Kaserne der Bundeswehr in Passau-Kohlbruck sind zwar noch erhalten, aber ungenutzt und sind im Besitz der „Wohnungs- und Grundstücksgesellschaft Passau“[6]

### Landkreis Pfaffenhofen an der Ilm
- Fernmeldebunker Pfaffenhofen an der Ilm

### Landkreis Regensburg
- Fernmeldebunker Hemau, Hemau
- Bunker Thalmassing, Zivilschutzbunker unter Turnhalle (erbaut 1989–1990), Thalmassing

### Schweinfurt
- Fichtel-und-Sachs-Bunker, Schweinfurt, Hochbunker, heute Luftschutzmuseum

### Landkreis Schweinfurt
- Bunker beim Feldflugplatz Fliegerhorst Herleshof, Zeilitzheim, Hochbunker, 1945 gesprengt

### Landkreis Weißenburg-Gunzenhausen
- Bunker Gunzenhausen, Hilfskrankenhaus unterhalb der Berufsschule Gunzenhausen
- Hilfskrankenhaus Gunzenhausen